# Liste der türkischen Botschafter im Jemen
Diese Liste verzeichnet die türkischen Botschafter in Sanaa im Jemen.
| Ernennung Akkreditierung | Botschafter     | Bemerkung | Ministerpräsident der Türkei     | Staatsoberhaupt des Jemen                  | Posten verlassen |
| ------------------------ | --------------- | --- | -------------------------------- | ------------------------------------------ | ---------------- |
| 1. Jan. 1988             | Okan Gezer      | 8. Juli 1964-30. Sep. 1966: Botschafter in Seoul, 1995–1997: Botschafter in Addis Abbeba | Turgut Özal                      | Ali Abdullah Salih                         | 1. Jan. 1991     |
| 1. Jan. 1991             | Nazım Belger    | (* 1939 in Istanbul) Studium an der Universität Lausanne, 1967: Eintritt in den auswärtigen Dienst, 1990–1994: Botschafter in Sanaa, 1994–1996: Botschafter in Caracas, 1996–2000: Anakara, 2000–2004: Botschafter in Vilnius, 2004: Versetzung in den Ruhestand | Ahmet Mesut Yılmaz               | Ali Abdullah Salih                         | 1. Jan. 1994     |
| 1. Jan. 1994             | Volkan Çotur    | (* 1. März 1938 in Istanbul) 1958: Abitur Galatasaray-Gymnasium | Tansu Çiller                     | Ali Abdullah Salih                         | 1. Jan. 1996     |
| 1. Jan. 1996             | Sanlı Topçuoğlu | 1990: Generalkonsul in Münster | Necmettin Erbakan                | Ali Abdullah Salih                         | 1. Jan. 2000     |
| 1. Jan. 2000             | Ahmet Demirbaş  | | Bülent Ecevit                    | Ali Abdullah Salih                         | 1. Jan. 2005     |
| 1. Jan. 2005             | Türel Özkarol   | 1. Januar 1996 – 1. Januar 1998: Botschafter in Bischkek | Recep Tayyip Erdoğan             | Ali Abdullah Salih                         | 1. Jan. 2008     |
| 1. Jan. 2008             | Mehmet Dönmez   | (* 1952 in Istanbul) Studium der Politikwissenschaft, Internationale Beziehungen an der Universität Ankara, 1982: Eintritt in die Diplomatenlaufbahn, Gesandtschaftssekretär dritter Klasse in der Abteilung Afrika, 1997–2001: Generalkonsul in Köln, 2005–2009: Generalkonsul in Hamburg, 2009–2011: Botschafter in Sanaa (Jemen), 12. Dezember 2013: Botschafter in Kopenhagen | Recep Tayyip Erdoğan             | Ali Abdullah Salih                         | 1. Nov. 2011     |
| 14. Nov. 2011            | Fazlı Çorman    | (* 1963 in Ankara) 1985: Bachelor der Wirtschaftswissenschaft der Technischen Universität des Nahen Ostens, Eintritt in den auswärtigen Dienst, Protokollabteilung, Zypern, Wehrdienst, 1988–1991: Vizekonsul im Generalkonsulat in Thessaloniki, 1991–1993: Gesandtschaftssekretär zweiter Klasse in Muscat, 1993–1995: Abteilung Ferner Osten, 1995–1999: Gesandtschaftssekretär erster Klasse in Tokio, 1999–2001: in der Abteilung Information beschäftigt, 2001–2005: Botschaftsrat in Ottawa, 2005–2007: Leiter der Abteilung Naher Osten, stellvertretender Sonderbeauftragter Irak, 2007–2011: stellvertretender Leiter der Mission beim UN-Hauptquartier | Recep Tayyip Erdoğan             | Ali Abdullah Salih, Abed Rabbo Mansur Hadi | 1. Mai 2016      |
| 29. Mai 2016             | Levent Eler     | | Ahmet Davutoğlu, Binali Yıldırım | Abed Rabbo Mansur Hadi                     | 7. Jan. 2019     |
| 15. Jan. 2019            | Faruk Bozgöz    | | /                                | Abed Rabbo Mansur Hadi                     |                  |